# Jugadores de naipes
Les Joueurs de cartes
Jugadores de naipes (« Les Joueurs de cartes ») est une peinture de Francisco de Goya réalisée en 1777 qui fait partie de la deuxième série de cartons pour tapisserie destinée à la salle à manger du Prince des Asturies au Palais du Pardo.

## Contexte
Tous les tableaux de la deuxième série sont destinés à la salle à manger du Prince des Asturies, c'est-à-dire de celui qui allait devenir Charles IV et de son épouse Marie Louise de Parme, au palais du Pardo. Le tableau fut livré à la Fabrique royale de tapisserie le 25 janvier 1778.
Il fut considéré perdu jusqu'en 1869, lorsque la toile fut découverte dans le sous-sol du Palais royal de Madrid par Gregorio Cruzada Villaamil, et fut remise au musée du Prado en 1870 par les ordonnances du 19 janvier et du 9 février 1870, où elle est exposée dans la salle 85. La toile est citée pour la première fois dans le catalogue du musée du Prado en 1876.
La série était composée de La Merienda a orillas del Manzanares, Baile a orillas del Manzanares, La Riña en la Venta Nueva, La Riña en el Mesón del Gallo, El paseo de Andalucía, El Bebedor, El Quitasol, La cometa, Jugadores de naipes, Niños inflando una vejiga, Muchachos cogiendo frutas et El Atraco.

## Analyse

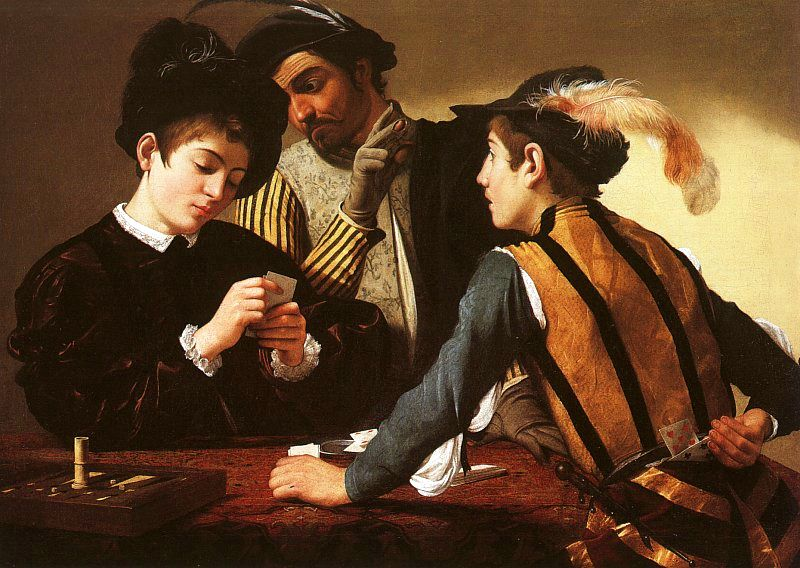
Les Joueurs de cartes du Caravage.

Un groupe de majos joue aux cartes dehors, à l'ombre d'un arbre. L'un d'entre eux est placé derrière un joueur et fait des signes à son partenaire pour qu'il puisse gagner. Le tricheur était une figure habituelle de l'iconographie du XVIIIe siècle que le peintre développe avec une  maîtrise inégalée. La toile est fortement inspirée des Tricheurs, du Caravage, réalisée en 1595. 
C'est l'une des œuvres les plus remarquables et originales que Goya entreprit lorsqu'il se plongea dans le monde des majos. Le tricheur fait participer le spectateur à la scène. Il s'agit d'une scène naturelle et avec un recours classique au système pyramidal. L'éclairage accentue les couleurs vives. 
Les coups de pinceau sont libres, bien qu'à première vue la scène semble très détaillée. La distribution des personnages sur scène produit un bel espace.
Goya montait peu à peu dans l'échelle sociale, et se souciait d'offrir des tableaux avec des contrastes de lumière et d'ombre pour accentuer le réalisme des scènes.